# Assumer peer

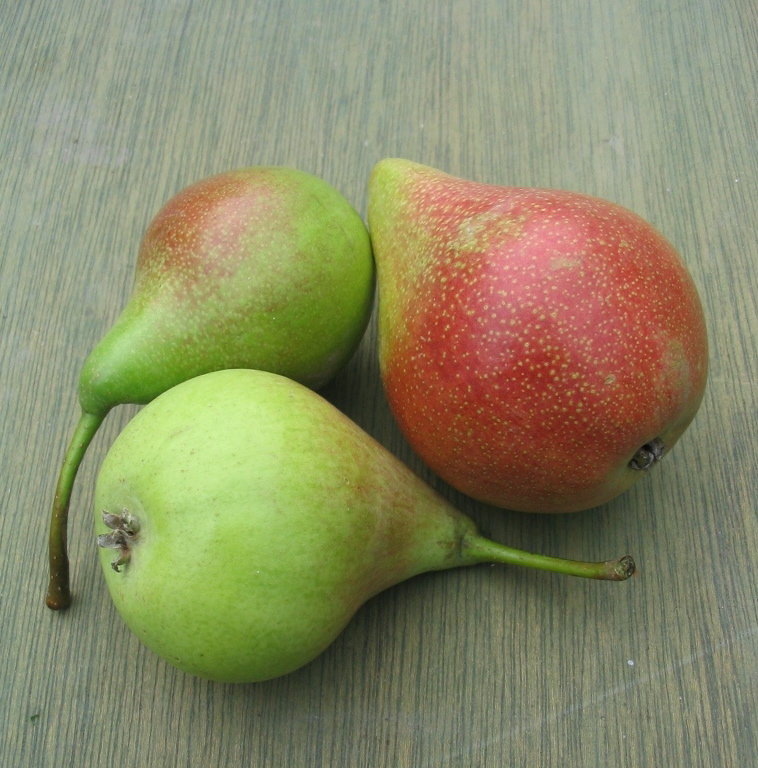

De Assumer peer (ook gespeld als Assummer peer of Assumerpeer) is een historisch lokaal perenras, gekweekt in de omgeving van Assum. De oudste beschrijving van dit oude Noord-Hollandse perenras dateert van 1880.
Deze hoogstamfruitboom brengt vrij zoete peren voort. De middelgrote handperen zijn geelgroen van kleur met een  bruin-oranje blos. De peren worden bij voorkeur vroeg geplukt, in september. Na het plukken moet men de peer nog even laten rijpen. De Assumer peer is niet geschikt om lang te bewaren en wordt bij voorkeur ook in september nog geconsumeerd. Bij een te late pluk kan de smaak wat melig worden.
In het kader van het behoud van oude perenrassen is in 2009 bij de herinrichting van de kasteeltuin van Slot Assumburg door pomologen een Assumer peer geplant. Tijdens de Nationale Boomfeestdag in 2017 werd ook een Assumer peer geplant in het park van de Uitgeester wijk Waldijk.

## Trivia
In het begin van de twintigste eeuw was er een horeca-etablissement gevestigd met de naam "De Assummer Peer" aan de Kleis, de weg tussen Uitgeest en Heemskerk.